# Hokej na trawie na Letnich Igrzyskach Olimpijskich 1992
Wyniki turnieju hokeja na trawie rozegranego podczas Letnich IO w Barcelonie:

## Mężczyźni

### Grupa A
- 1. Australia
- 2. Niemcy
- 3. Wielka Brytania
- 4. Indie
- 5. Argentyna
- 6. Egipt

### Grupa B
- 1. Pakistan
- 2. Holandia
- 3. Hiszpania
- 4. Nowa Zelandia
- 5. WNP
- 6. Malezja

## Medaliści
| Lp. | Państwo   | Medal |
| --- | --------- | ----- |
| 1   | Niemcy    |       |
| 2   | Australia |       |
| 3   | Pakistan  |       |

## Kobiety

### Grupa A
- 1. Niemcy
- 2. Hiszpania
- 3. Australia
- 4. Kanada

### Grupa B
- 1. Korea Południowa
- 2. Wielka Brytania
- 3. Holandia
- 4. Nowa Zelandia

## Medalistki
| Lp. | Państwo         | Medal |
| --- | --------------- | ----- |
| 1   | Hiszpania       |       |
| 2   | Niemcy          |       |
| 3   | Wielka Brytania |       |